# T-7 (foguete)

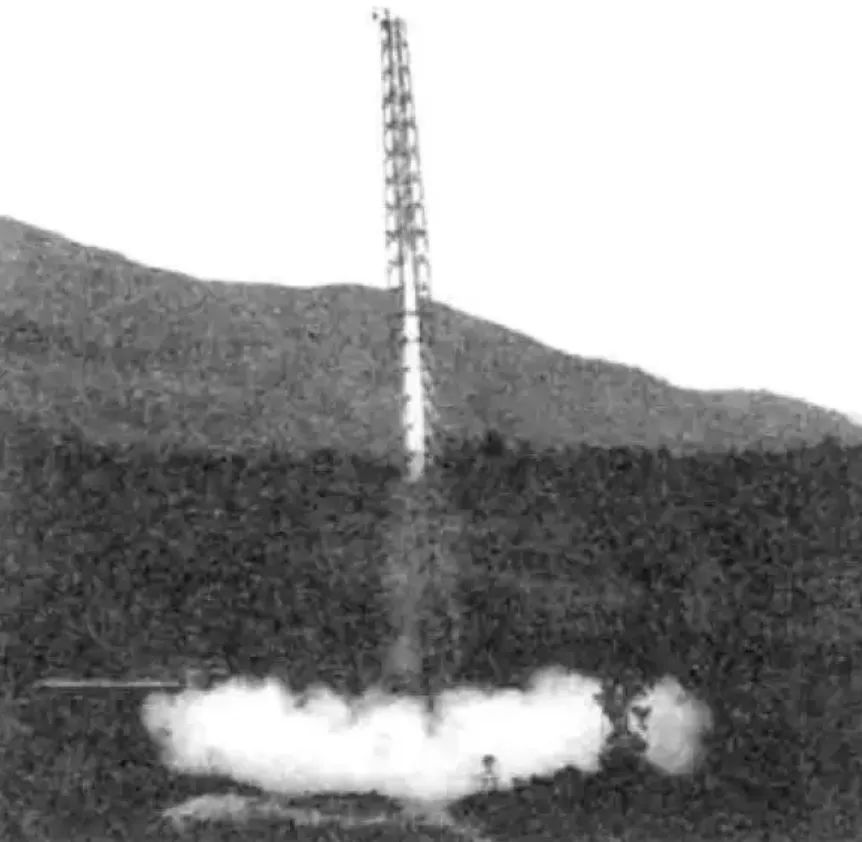
Imagem ilustrativa

O T-7, é o primeiro foguete de sondagem Chinês. O primeiro lançamento do T-7, ocorreu em 13 de setembro de 1960, e pode transportar uma carga útil de 25 kg a uma altitude de 58 km. Ele tem uma altura de 8 metros, diâmetro de 45 cm e 1 138 kg.

## Especificações
- Status: Fora de serviço (1969).
- Massa total: 1 138 kg.
- Carga útil: 25 kg (55 lb).
- Altura: 8 m.
- Diâmetro: 45 cm.
- Apogeu: 58 km.
- Estreia: 1 de setembro de 1960.
- Último: 1 de janeiro de 1969.
- Lançamentos: 3.